# Караджорджевичи
Караджорджевичи или Карагеоргиевичи (на сръбски: Карађорђевићи) е сръбска княжеска, а от 1903 г. – кралска династия. Управлява Сърбия в периодите 1808 – 1813; 1842 – 1858 и 1903 – 1918 г., Кралството на сърби, хървати и словенци (1918 – 1929) и Кралство Югославия (1929 – 1945), когато последната е обявена за република.

## Караджордже Петрович (1808 – 1813)
Основана е от водача на Първото сръбско въстание Кара Джордже (Кара Георги) Петрович, по-известен като Карагеорги Петрович (14.11.1768 – 25.7.1817). По време на въстанието действа в родната си област Шумадия. През 1806 г. влиза с дружините си в Белград, а през 1808 г. е избран за княз на сърбите. През 1811 г. той е признат за владетел с право на наследяване. Изоставен е от поддръжката на Русия, която през 1813 г. подписва мир със султана и търси убежище в Австрия. Надеждата да организира общо антиосманско въстание на Балканите в съюз с гърците, го връща през 1817 г. в Сърбия. Скоро след това (на 25 юли 1817 г.) е убит по заповед на своя съперник Милош Обренович, давайки начало на непримиримата борба на фамилията Караджорджевичи с династията на Обреновичите за сръбския престол.
Негова съпруга е Елена Явонич (1765 – 1842), от която има шест деца:
- Сава (1793 – 1847), сключила брак през 1807 г. с Антон Ристич (1781 – 1832);
- Сара (Сарка) (1795 – 1852), съпруга на войводата Никола Карамаркович (†1816);
- Пола (1797 – 1812), омъжена за войводата Йович Миланович;
- Стаменка (1799 – 1875), омъжена най-напред за Димитри Пистич (†1834), а след неговата смърт – за войводата Илия Карапич (†1844);
- Алекса (1801 – 1836), женен за Мария Трокин (†1827);
  - Джордже (1827 – 1884), женен (1856) за Сарка Анастасович (1832/1837 – 1931);
    - Алекса (1859 – 1920), женен за Мария Панкурст (1859 – 1938);
- Александър Караджорджевич (29.9.1806 – 3.5.1885), бъдещ княз на Сърбия.[2]

## Александър Караджорджевич (1842 – 1858)
Опозицията срещу династията на Обреновичите, първите владетели на автономна Сърбия, довежда на престола сина на Карагеорги Петрович, Александър Караджорджевич (1842 – 1858). Той не е приет от Русия и привържениците на рода Обреновичи го отстраняват от власт през 1858 г., като на престола на Сърбия отново се възкачва Милош Обренович. Умира в изгнание през 1885 г. През 1830 г. се жени за Персида Ненадович (1813 – 1873), от която има шест деца доживели пълнолетие:
- Поликсения (1833 – 1914), 1-ви брак (1849) с руския княз Константин Николаевич (1821 – 1877); 2-ри брак с Александър Прещерн (†1914);
- Клеопатра (1835 – 1855), ∞ 1855 за Милан Аврам Петрониевич;
- Петър I Караджорджевич (29.7.1844 – 16.8.1821), бъдещ крал на Сърбия (1903 – 1918), а след това на сърби, хървати и словенци (1918 – 1921);
- Елена (1846 – 1867), ∞ 1867 за Джордже Симич (1843 – 1921);
- Джордже (1857 – 1888), неженен;
- Арсен (1859 – 1938), ∞ 1892 (развод 1896) за Аврора Демидова (1873 – 1904), принцеса Сан Донато, дъщеря на княз Павел Павлович Демидов.
  - Павел Караджорджевич (1893 – 1976), след войната се установява във Франция, където живее до края на дните си. През 1923 г. се жени за Олга (1903 – 1997), дъщеря на гръцкия принц Николай и внучка на гръцкия крал Георгиос I, от която има двама синове и една дъщеря:
    - Александър (1924 – 2016), 1-ви брак (1955, развод 1967) с Мария Пиа (род. 1934), дъщеря на последния италиански крал Умберто II, от която има четири деца (първите две близнаци), 2-ри брак (1973) с принцеса Барбара фон Лихтенщайн (1942 – 2001), от която има един син;
      - Димитри-Умберто (род. 1958);
      - Михаил-Николай (род. 1958);
      - Сергей-Владимир (род. 1963), ∞ 1985 (развод 1986) за София ди Толедо (род. 1962);
      - Елена-Олга (род. 1963), ∞ 1988 за Тиери Александър Жубер (род. 1963);
      - Душан (род. 1977);

    - Николай (1928 – 1954), неженен;
    - Елисавета (род. 1936), 1-ви брак (1960, развод 1966) с Говард Оксемберг (род. 1919); 2-ри брак (1970, развод 1978) с Нил Балфур (род. 1934); 3-ти брак (1987) с Мануел улоа (1922 – 1992).[2]

## Петър I Караджорджевич (1903 – 1921)
След близо половинвековно управление на Обреновичите за крал на Сърбия през 1903 г. е избран първородния син на Александър Караджорджевич, Петър, под името Петър I Караджорджевич (1903 – 1921). Той основава външната си политика върху съюза с Русия, за да ограничи стремежите на Австро-Унгария да разшири влиянието си на Балканите. Влошаването на отношенията между правителствата в Белград и Виена след атентата в Сараево довежда до избухването на Първата световна война (1914). По време на войната тежко психическо заболяване крал Петър I да повери регентството (от 1914) на втория си син Александър, преди да умре в изолация през 1921 г. Крал Петър I през 1883 г. се жени за Любина Зорка (1864 – 1890), дъщеря на черногорския княз Никола I Петрович-Негош, от която има три деца:
- Елена (1884 – 1962), ∞ 1911 за руския княз Иван Константинович Романов (1886 – 1918);
- Джордже (Георги) (1887 – 1972), ∞ 1949 за Радмила Радонич (1907 – 1993);
- Александър I Караджорджевич (16.12.1888 – 9.10.1934), следващ крал на Югославия (1921 – 1934).[2]

## Александър I Караджорджевич (1921 – 1934)
Престолонаследникът на Сърбия до 1909 г. е Джордже, първородния син на Петър I. Предизвикал скандал с убийството на своя прислужник, Джордже е принуден да се откаже от правата си в полза на своя по-малък брат Александър и прекарва дълги години в клиника за душевноболни, където е затворен по заповед на брат си. освободен е през 1941 г. от германските окупационни власти. Умира в емиграция.
След смъртта на стария крал Петър I за държавен глава на образуваното през 1918 г. Кралство на сърби, хървати и словени е провъзгласен Александър I (1921 – 1934). Убийството на един депутат е използвано от новия крал като претекст да установи през 1929 г. своя лична диктатура. През същата година монархът обявява новото име на държавата – Югославия. При посещението си във Франция през 1934 г. Александър I е застрелян в Марсилия от деец на ВМРО, действащ по нареждане на хърватски националисти. През 1922 г. кралят се жени за Мария (1900 – 1961), дъщеря на румънския крал Фердинанд I фон Хоенцолерн-Зигмаринген, от която има трима синове:
- Петър II Карджорджевич (6.9.1923 – 3.11.1970), следващ крал на Югославия;
- Томислав (1928 – 2000), който от 1941 г. живее в Англия, където се занимава с фермерство, а последните си години прекарва в родината си. 1-ви брак (1957, развод 1982) с принцеса Маргарита (1932 – 2013), дъщеря на Бертхолд Фридрих фон Баден, от която има син и дъщеря; 2-ри брак (1982) с Линда Боней (род. 1949), от която има двама сина;
  - Николай (род. 1958), ∞ 1992 за Лилиана Личанин (род. 1959);
    - Мария (род. 1993);

  - Екатерина (род. 1959), ∞ 1987 за Дезмонд да Силва (род. 1939);
  - Джордже (род. 1984);
  - Михаил (род. 1985);
- Андрей (1929 – 1990), който след войната се установява в САЩ. 1-ви брак (1956, развод 1962) с Кристина (род. 1933), дъщеря на Кристоф фон Хесен-Касел; 2-ри брак (1963, развод 1972) с Кира-Мелита-Теодора-Мария-Александра (1930 – 2005), дъщеря на княз Карл цу Лейнинген; 3-ти брак (1974) с Ева-Мария Александрович (1926 – 2020).
  - Мария-Татяна (род. 1957), ∞ 1990 за Грегъри Тун-Ларсен (род. 1953);
  - Христофор (1960 – 1994), неженен;
  - Лавиния (род. 1961), 1-ви брак (1989, развод 1993) с Ерастос Сидеропулос (род. 1943); 2-ри брак (1998) с Остин Причард-Леви (род. 1953);
  - Карл-Владимир (род. 1964), ∞ 2000 за Бригита Мюлер (род. 1960);
  - Димитри (род. 1965).[2]

## Петър II Карджорджевич (1934 –1945)
Новият крал Петър II Карджорджевич (1934 – 1945) заема престола едва единадесетгодишен, а регентството получава принц Павел Караджорджевич (1934 – 1941), братовчед на Александър I. Петър II е коронован в началото на 1941 г. Въпреки англофилските си пристрастия Павел Караджорджевич е принуден да подпише договор с хитлеристка Германия, чрез който Югославия се присъединява към Тристраннния пакт (25 март 1941). Два дни по-късно регентът е свален чрез военен преврат и предава властта на крал Петър II, който след нашествието на Вермахта през април същата година го принуждава да се установи в Лондон, където оглавява емигрантското правителство на Югославия. След Втората световна война страната му е провъзгласена за република (29 ноември 1945). Кралят остава в Англия до края на живота си (1970), без да се отказва от претенциите си за трона. През 1944 г. се жени за Александра (1921 – 1993), дъщеря на гръцкия крал Александрос I, от която има един син – Александър II Караджорджевич (род. 1945), днешният претендент за короната на Югославия.

## Потомци
Синът на крал Петър II, кронпринц Александър II Караджорджевич сключва брак през 1972 г. за бразилската принцеса Мария да Глория (род. 1946), дъщеря на Педру де Алкантара II де Орлеан-Браганса, от която има трима синове: Петър (род. 1980) и близнаците Александър и Филип (род. 1982). През 1985 г. кронпринцът се развежда със съпругата си и на следващата година се жени повторно за Катерина-Клара Батист (род. 1943), от която няма деца. Сега семейството му живее в Лондон.